# Дискография Селесты Бакингем
Дискография певицы Селесты Бакингем включает в себя четыре студийных альбома, четыре саундтрека, девятнадцать синглов, тренадцать видеоклипов. Девятнадцать песен остались неизданными.

## Альбомы

### Студийные альбомы
| Год  | Название | Позиции в чартах   |
| Год  | Название | Чешская республика |
| ---- | --- | ------------------ |
| 2012 | Don't Look Back - Выпущен: 3 апреля 2012 (14 мая 2012; iTunes) - Лейбл: CB/EMI (#669 135 2) - Форматы: CD, цифровая дистрибуция | 37                 |
| 2013 | Where I Belong - Выпущен: November 18, 2013 - Лейбл: CB (#0 015568 109454) - Форматы: CD, цифровая дистрибуция                  | 41                 |
| 2015 | So Far So Good - Лейбл: CB (#0 015568 109454) - Форматы: CD, цифровая дистрибуция                                               | -                  |
| 2017 | Bare - Лейбл: CB (#0 015568 109454) - Форматы: CD, цифровая дистрибуция                                                         | -                  |

### Саундтреки
| Год  | Название | Позиции в чартах   |
| Год  | Название | Чешская республика |
| ---- | --- | ------------------ |
| 2011 | Česko Slovenská SuperStar - Выпущен: 9 мая 2011 (16 мая 2011 iTunes) - Лейбл: Universal (#277 310 2) - Форматы: CD, цифровая дистрибуция | 16                 |
| 2014 | Love In Your Soul - Выпущен: 3 сентября 2014                                                                                             | -                  |
| 2016 | Gods of War - Выпущен: 1 апреля 2016 - Лейбл: Buckingham Entertainment Group - Форматы: цифровая дистрибуция                             | -                  |
| 2017 | One Life - Выпущен: 4 августа 2017 - Лейбл: Universal - Форматы: цифровая дистрибуция                                                    | -                  |

## Синглы
| Год  | Название                    | Позиции в чартах | Позиции в чартах | Альбом                                      |
| Год  | Название                    | Словакия         | Чехия            | Альбом                                      |
| ---- | --------------------------- | ---------------- | ---------------- | ------------------------------------------- |
| 2011 | "Blue Guitar"               | 38               | —                | Don't Look Back                             |
| 2011 | "Nobody Knows"              | 48               | 28               | Don't Look Back                             |
| 2012 | "Run Run Run"               | 2                | 2                | Don't Look Back                             |
| 2012 | "Never Be You"              | 47               | 42               | Where I Belong                              |
| 2013 | "I Was Wrong" с Majk Spirit | 2                | 17               | Where I Belong                              |
| 2013 | "Gone" с Carmel Buckingham  | 15               | 62               | Where I Belong                              |
| 2013 | "Crushin' My Fairytale"     | 7                | 7                | Where I Belong                              |
| 2014 | "I'm Not Sorry"             | 3                | 2                | Where I Belong                              |
| 2014 | "Love in Your Soul"         | 32               | 49               | (Саундктрек) Láska na vlásku                |
| 2015 | "Unpredictable"             | 17               | —                | Позже вошел в альбом "So Far, So Good"      |
| 2016 | "Hello"                     | 54               | 71               | (EP) So Far, So Good                        |
| 2016 | "My Last Song"              | 78               | 48               | Позже вошел в сборник "The Best Of Celeste" |
| 2016 | "—" нет данных              |                  |                  |                                             |

### В синглах других исполнителей
| Год            | Название                       | Позиции в чартах | Позиции в чартах | Альбом                  |
| Год            | Название                       | Словакия         | Чехия            | Альбом                  |
| -------------- | ------------------------------ | ---------------- | ---------------- | ----------------------- |
| 2011           | "Nevzdávám" с VA               | —                | —                | Výběr finálových hitů   |
| 2012           | "Ja a ty" с Majk Spirit        | 48               | —                | Nový človek             |
| 2012           | "Swing (Single version)" с AMO | 46               | —                | Без альбома             |
| 2016           | "Taký nejsom" с VLADIS         | 70               | —                | Generacia II Kalašnikov |
| 2017           | "Shoes" с Samuel Tomeček       | —                | —                | Без альбома             |
| 2017           | "Jacuzzi" с GoGo               | —                | —                | Без альбома             |
| 2017           | "Tokyo" с Akalaky              | —                | —                | Без альбома             |
| 2017           | "Na srdci" с Slza              | —                | —                | Holomráz                |
| "—" нет данных |                                |                  |                  |                         |